# غينيتا ساغان
غينيتا ساغان (بالإنجليزية: Ginetta Sagan)‏ (1 يونيو 1925 - 25 أغسطس 2000) كانت أمريكية إيطالية الأصل، ناشطة في مجال حقوق الإنسان، اشتهرت بعملها مع منظمة العفو الدولية كنائبة عن سجناء الرأي.
وُلدت ساغان في ميلانو بإيطاليا، وفقدت والديها في مراهقتها أمام جماعة القمصان السوداء بقيادة بينيتو موسوليني. مثل والديها، كانت ناشطة في حركة المقاومة الإيطالية، وجمع المعلومات الاستخبارية ودعم اليهود المتخفين. قُبض عليها وتعرضت للتعذيب في عام 1945، لكنها هربت عشية إعدامها بمساعدة المنشقين النازيين.
بعد دراستها في باريس، التحقت بكلية الدراسات العليا في مجال تنشئة الطفل في الولايات المتحدة وتزوجت من الطبيب ليونارد ساغان. استقر الزوجان في مدينة أثرتون في ولاية كاليفورنيا، حيث أسست ساغان الفرع الأول من منظمة العفو الدولية في غرب الولايات المتحدة. تجولت في المنطقة كاملةً فيما بعد، وساعدت في إنشاء أكثر من 75 فرع، ونظمت فعاليات لجمع الأموال للسجناء السياسيين.
في عام 1984، انتُخبت ساغان كرئيسة فخرية لمنظمة العفو الدولية في الولايات المتحدة الأمريكية. منحها الرئيس الأمريكي بيل كلينتون وسام الحرية الرئاسي في عام 1996، ومنحتها إيطاليا في وقت لاحق وسام استحقاق الجمهورية الإيطالية. أسست منظمة العفو الدولية جائزة غينيتا ساغان السنوية للناشطين تكريمًا لها.

## طفولتها والحرب العالمية الثانية
ولدت غينيتا ساغان في ميلانو بإيطاليا، لأب كاثوليكي وأم يهودية. كان والداها طبيبين. نتيجةً تزايد معاداة السامية في أوروبا، زور والداها أوراقًا تثبت أنها مسيحية لإخفاء أصولها اليهودية.
ببداية الحرب العالمية الثانية، أصبح والداها ناشطين في حركة المقاومة الإيطالية المعارضة للحكم الفاشي، إلى أن قُبض عليهم من قبل جماعة القمصان السوداء بقيادة موسوليني في عام  1943. قُتل والدها بطلق ناري على ادعاء أنه حاول الهرب، وأُرسلت والدتها إلى أوشفيتز، حيث توفيت.
كانت غينيتا، في السابع عشر من عمرها، ناشطة في حركة المقاومة، كانت ترسل قسائم غذائية وملابس لليهود المختبئين. بعد اختفاء والديها، أصبحت مراسلة لقوات المقاومة في شمال إيطاليا، فضلاً عن مساعدتها في طباعة وتوزيع المنشورات المعادية للحكومة. في إحدى المرات، تنكرت بزي عاملة نظافة وسرقت ترويسة من المكاتب الحكومية لاستخدامها في تمرير الرسائل إلى سويسرا بأمان. بسبب طاقتها الكبيرة وحجمها الصغير (لم يزد طولها عن خمس أقدام)، حصلت على لقب توبولينو (أي «الفأر الصغير»).
في أواخر فبراير من عام 1945، تعرضت ساغان للخيانة من قبل مخبر في الحركة، ولقت مصير والديها وقبض عليها جماعة القمصان السوداء. خلال فترة سجنها التي طالت 45 يوم، تعرضت للضرب والاغتصاب والتعذيب، وفي النهاية حُكم عليها بالإعدام في 23 أبريل. في إحدى المرات، رماها السجّان برغيف خبز يحتوي على علبة أعواد ثقاب مكتوب بداخلها كلمة كوراجيو (أي «الشجاعة»)، شكلت هذه اللحظة حافزًا لها في كل ما فعلته لاحقًا دفاعًا عن السجناء. في يوم إعدامها المقرر، وعندما كانت تتعرض للضرب على أيدي حراس في فيلا ضمن مدينة سوندريو بإيطاليا، عندما أجبر زوج من الضباط الألمان خاطفيها الإيطاليين على تسليمها إليهم. ذكرت لاحقًا أنها عندما كانت تشاهد النجوم من نافذة سيارتهم، قالت لنفسها «لن أرى فجرًا آخر». لكن كشف الألمان أنهم من الهاربين النازيين الذين تعاونوا مع زملائها في المقاومة، وأوصلوا ساغان بأمان إلى مستشفى كاثوليكي. احتفلت ساغان بتاريخ 23 أبريل سنويًا لبقية حياتها.

## حياتها ما بعد الحرب
بعد أن تعافت ساغان، عاشت في باريس لفترة مع عرابها، والتحقت بجامعة السوربون. في عام 1951، هاجرت إلى الولايات المتحدة للدراسة في جامعة إلينوي في شيكاغو، وتخصصت في مجال تنشئة الطفل. أثناء وجودها هناك، قابلت ليونارد ساغان، الذي كان شابًا يدرس الطب. تزوج الاثنان في العام التالي، وبقيا معًا حتى وفاة ليونارد في عام 1997. بعد زواجهم، انتقل الزوجان إلى العاصمة واشنطن لأجل عمل ليونارد. عملت ساغان أيضًا بدوام جزئي في إعطاء دروس الطبخ لزوجات أعضاء الكونغرس الأمريكي.
عاش الزوجان في وقت لاحق في بوسطن وفي اليابان قبل أن يستقرا في أثرتون، كاليفورنيا في عام 1968. عاشت ساغان هناك حتى وفاتها إثر السرطان في 25 أغسطس عام 2000. عاش أولاد غينيتا الثلاثة - دنكان ولورينغ وستيوارت، من بعدها.

## مشاركتها في منظمة العفو الدولية
على الرغم من تنامي سمعة منظمة العفو الدولية  في المملكة المتحدة، إلا أنها بقيت غير معروفة إلى حد كبير في الولايات المتحدة. أُنشئ ثمانية عشر فرعًا فقط لمنظمة العفو الدولية في الولايات المتحدة الأمريكية بحلول عام 1968، كلها في الولايات الشرقية، وضمت بمجملها ما يقل عن ألف عضو. شاركت ساغان في عمل المنظمة في العاصمة واشنطن، وعندما وصلت إلى أثرتون، أسست الفرع التاسع عشر في الولايات المتحدة، وعقدت الاجتماعات في غرفة معيشتها. أصبح الفرع لاحقًا أول مكتب إقليمي في الساحل الغربي لمنظمة العفو الدولية.
في عام 1971، نظمت ساغان حفلة موسيقية مع المغنية جوان بيز، إحدى جيرانها في أثرتون، من أجل جمع الأموال للسجناء السياسيين اليونانيين؛ حضر الحفل أكثر من 10000 شخص. في مذكراتها، وصفت بيز ساغان على أنها «تمتلك عقلًا نشطًا، وحبًا للحياة والجمال، وروح غير قابلة للتحطم، وإيمان شديد بالناس مثل آن فرانك» بعد ثلاث سنوات، سافرت ساغان في كل أنحاء أمريكا الغربية، وأسست 75 فرعًا آخر لمنظمة العفو الدولية. بحلول عام 1978، زادت عضوية منظمة العفو الدولية في الولايات المتحدة الأمريكية ليبلغ العدد الكلي  70000 عضو، أي أكثر من مئة ضعف عددهم في العقد السابق. وقال متحدث باسم منظمة العفو الدولية عن ساغان في وقت لاحق أنها قدمت أكبر مساهمة لإنشاء منظمة العفو الدولية في الولايات المتحدة، واستطرد قائلًا: «أعتقد أنها نظمت أكبر عدد ممكن من الناس ضمن حركة حقوق الإنسان في العالم.» وفي عام 1973، أسست مجلة ماتشبوكس، وهي أول مجلة أخبارية للمنظمة.
أصبحت ساغان شخصية مثيرة للجدل من وجهة نظر اليمينيين ولاحقًا اليساريين في سبعينيات القرن الماضي عندما حوّلت هي وبيز تركيزهما من الاحتجاج عن الاعتداءات التي مارستها القوات الأمريكية في حرب فيتنام إلى الاحتجاج على الاعتداءات التي حدثت في شمال فيتنام ضمن معسكرات إعادة التأهيل بعد الحرب.  ذكر أحد الزملاء أن الناشطين المناهضين للحرب كانوا «شديدي الغضب» من أن ساغان انتقدت النظام الشيوعي الفيتنامي الجديد بنفس الطريقة التي انتقدت بها القوات المسلحة الأمريكية. وذكرت ساغان في وقت لاحق أنها اتُهمت بكونها عاملة فاشية أو متخفية في وكالة المخابرات المركزية. على مدار العقد التالي، دافعت عن السجناء في تشيلي والاتحاد السوفيتي وبولندا واليونان. عملت في مجلس الإدارة الوطني لمنظمة العفو الدولية في الولايات المتحدة الأمريكية من عام 1983 إلى عام 1987. وفي عام 1994، انتُخبت كرئيسة فخرية لمجلس المنظمة. 
بالإضافة إلى عملها مع منظمة العفو الدولية،  أسست ساجان مؤسسة أورورا، التي تحقق في حوادث انتهاكات حقوق الإنسان وتكشفها علنًا.

## الجوائز
في عام 1987، فازت ساغان بجائزة جيفرسون للخدمة العامة ضمن فئة «أعظم خدمة عامة تفيد المحرومين».
في عام 1996، منح الرئيس الأمريكي بيل كلينتون ساغان وسام الحرية الرئاسية، وهو أعلى وسام مدني في الولايات المتحدة. وقال كلينتون في حفل تكريمها: «اسم غينيتا ساغان مرادف للنضال من أجل حقوق الإنسان في جميع أنحاء العالم. فهي تمثل انتصار الروح الإنسانية على الطغيان لجميع الناس.» في نفس العام، مُنحت وسام استحقاق الجمهورية الإيطالية، أعلى وسام في إيطاليا.

## صندوق غينيتا ساغان
أنشأت منظمة العفو الدولية صندوق غينيتا ساغان في عام 1994 تكريمًا لها. يمنح الصندوق جائزة سنوية بقيمة 20000 دولار للمرأة أو للنساء «اللواتي يعملن لحماية النساء والأطفال في المناطق التي تحدث فيها انتهاكات حقوق الإنسان».